# Ziziphus truncata
Ziziphus truncata är en brakvedsväxtart som beskrevs av Blatter och Hallb.. Ziziphus truncata ingår i släktet Ziziphus och familjen brakvedsväxter. Inga underarter finns listade i Catalogue of Life.